# Ribeira
Ribeira és un municipi costaner del sud de la província de la Corunya, a Galícia. Pertany a la comarca d'A Barbanza.

## Història
Un registre de delmes de l'església, datat el 1483 és el primer document que esmenta la ciutat. Fins al segle xvii, el port de Ribeira era de poca importància en la regió, degut en part a constants incursions de vikings, sarraïns i pirates del segle xi al XVIII. Malgrat tot, va créixer de forma continuada fins a convertir-se en un dels més importants ports pesquers de Galícia a la fi del xviii. En aquelles dates, empresaris catalans es van establir en la ciutat i van crear un important negoci de salament, del que prové l'actual indústria conservera ribeirenca. El rei Alfons XIII va concedir Ribeira el títol de ciutat en 1906, en reconeixement del gran desenvolupament industrial i comercial del seu port.

## Geografia
Es troba a l'extrem de la península d'O Barbanza, obrint-se a les ries d'Arousa i Muros i Noia. Limita al nord amb Porto do Son, a l'est amb A Pobra do Caramiñal i al sud i oest amb l'oceà Atlàntic.
La major part del territori l'ocupen els contraforts de la serra d'O Barbanza, amb altituds de fins a 200 metres. Cal destacar també el parc natural format per les Dunes de Corrubedo i les llacunes de Carregal i Vixán.

## Demografia
La població és de 27.000 habitants, amb prop de 14.000 residint a Santa Uxía de Ribeira, la capital. Hi ha una significativa quantitat d'emigrants ribeirenses vivint en l'estranger, principalment a Newark, Nova Jersey.

## Parròquies
- Aguiño
- Artes
- Carreira
- Castiñeiras
- Corrubedo
- Oleiros
- Olveira
- Palmeira
- Ribeira

## Economia
Econòmicament, Ribeira depèn fortament del mar i constituïx el port litoral més important d'Espanya i tercer d'Europa. El cultiu de musclo i turbot representen una important font d'ingressos. La ciutat també està desenvolupant el sector turístic.

## Galeria d'imatges

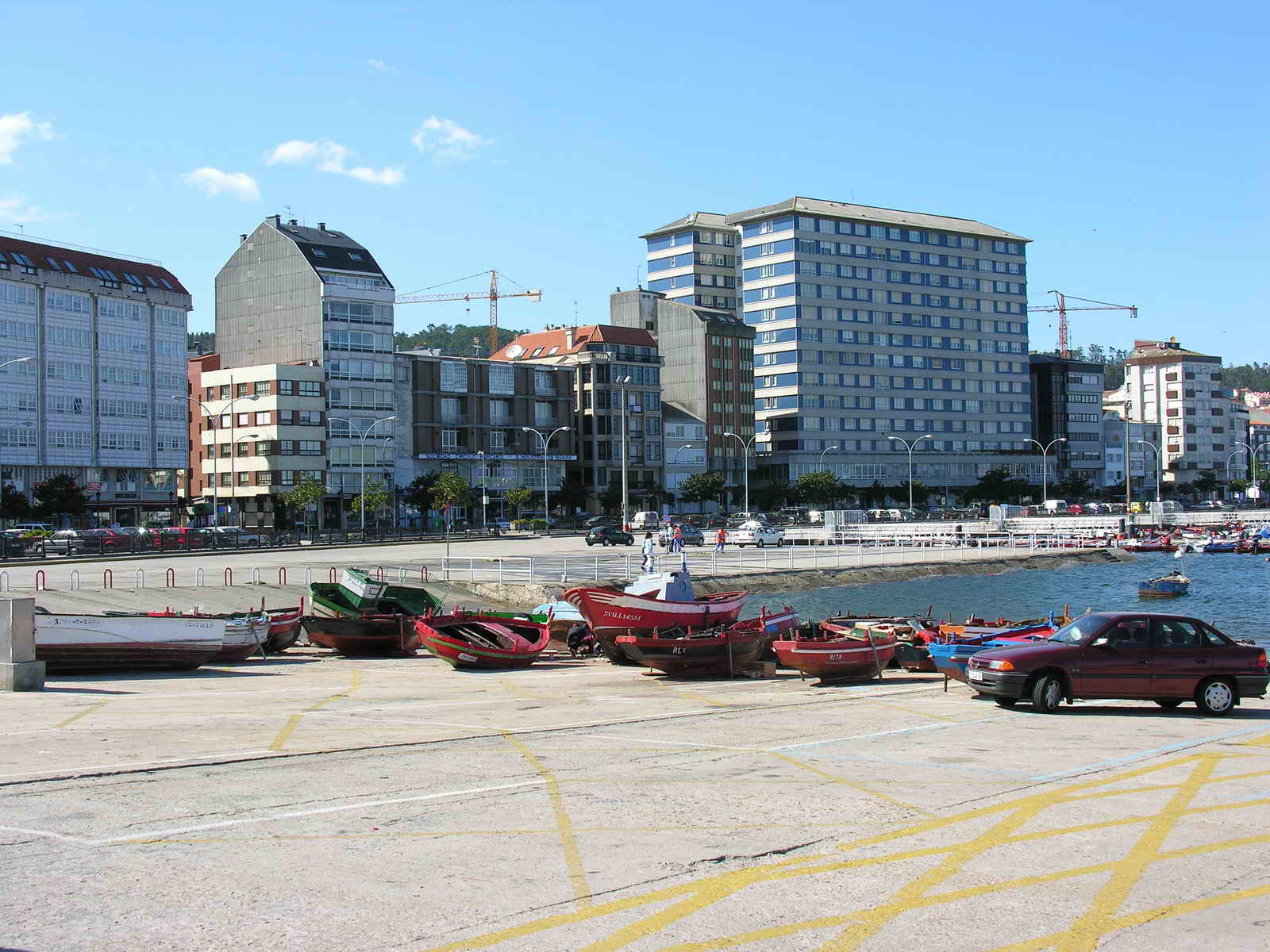
Vista de la ciutat des de l'entrada del port
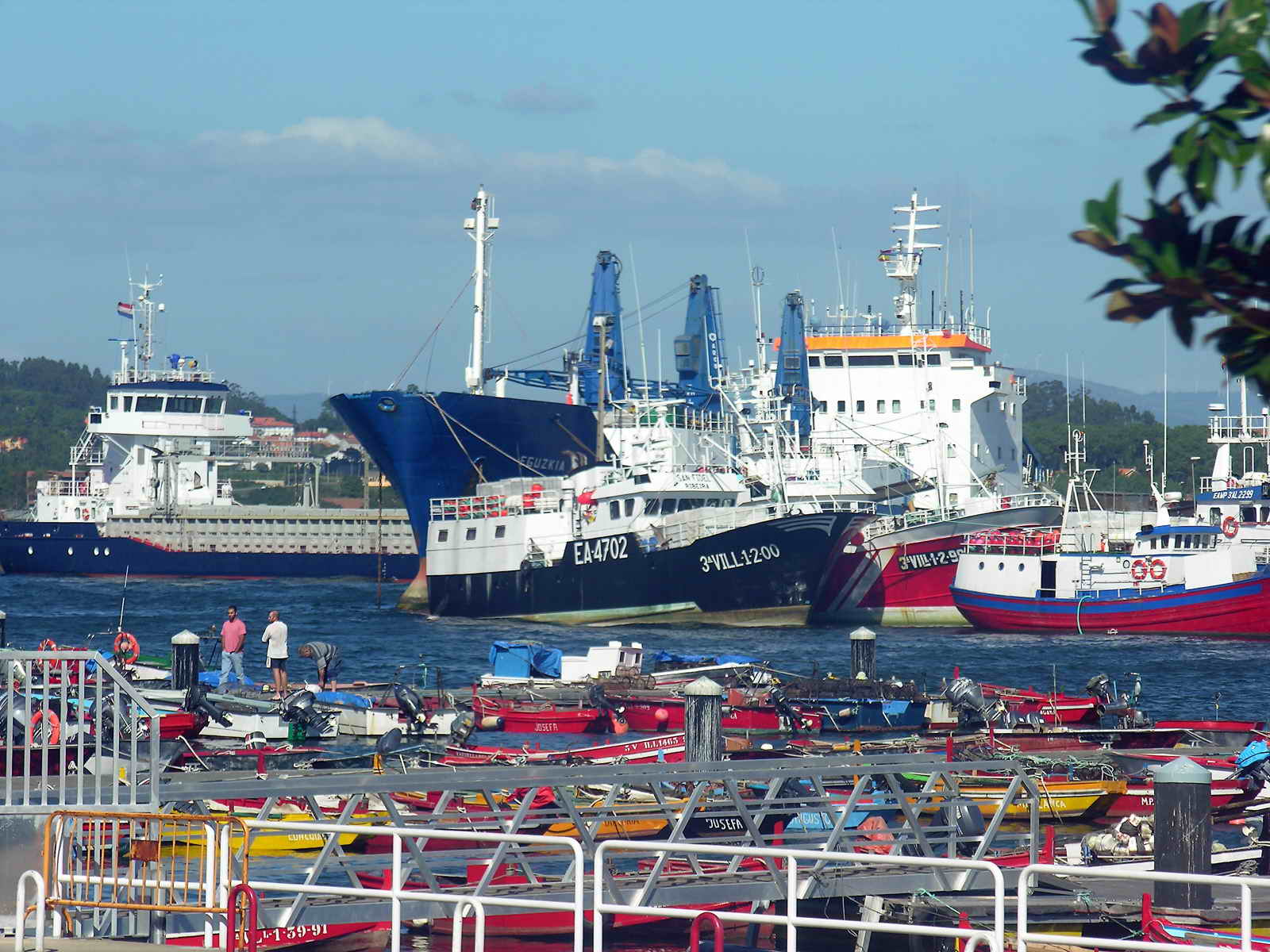
Port
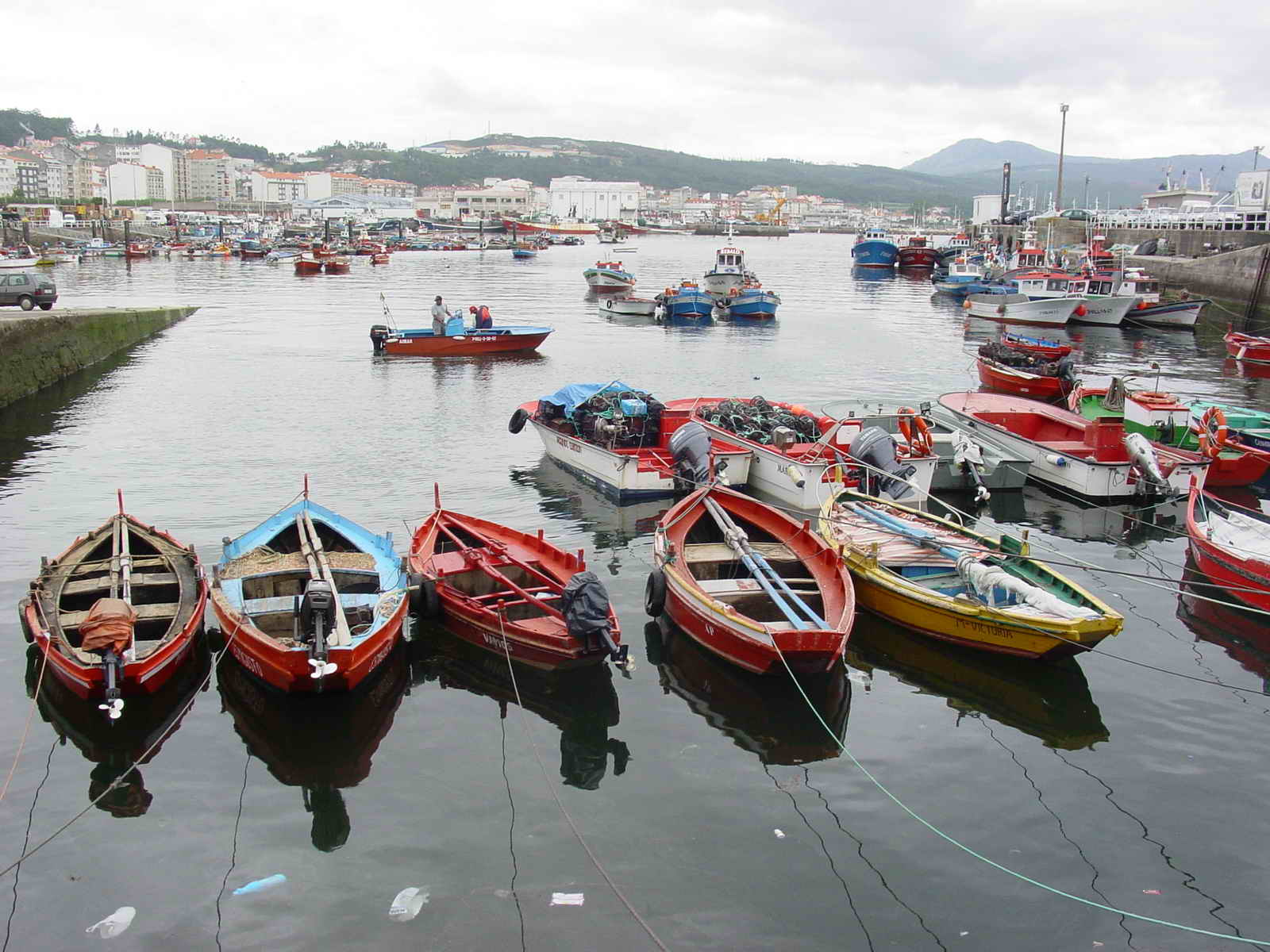
Port
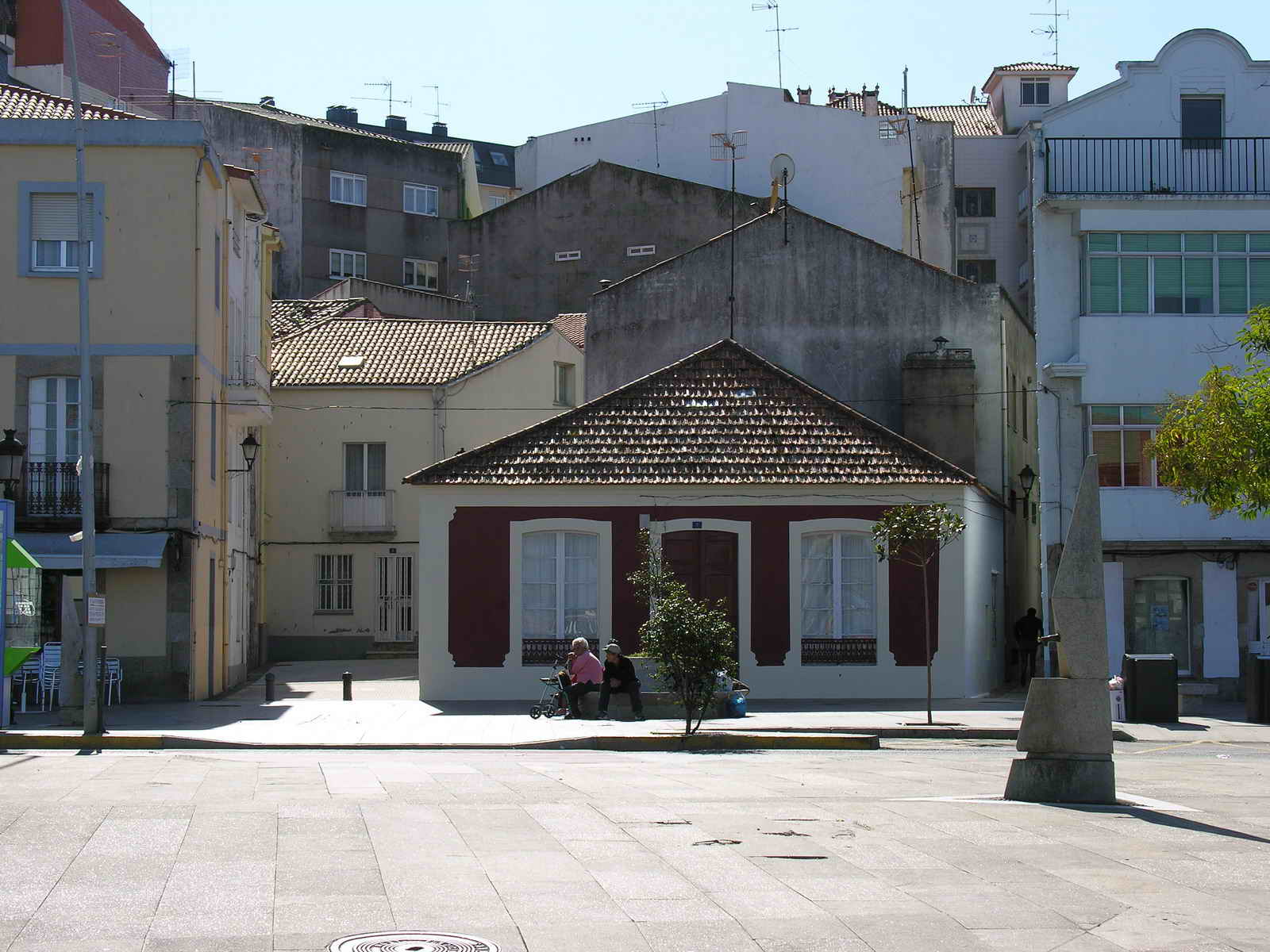
Urbanització Ribeirenca
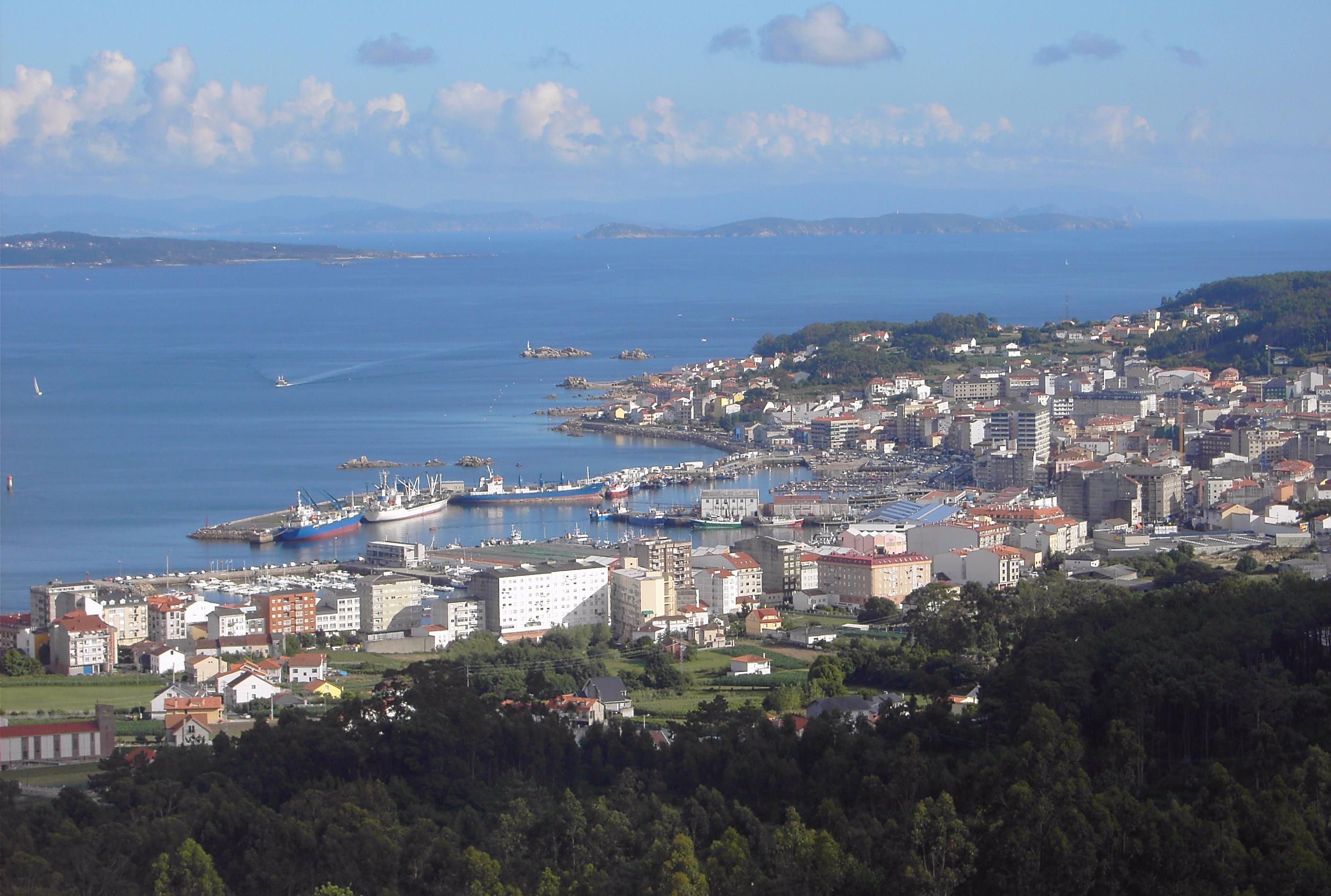
Vista de Ribeira des del mont de San Alberto.
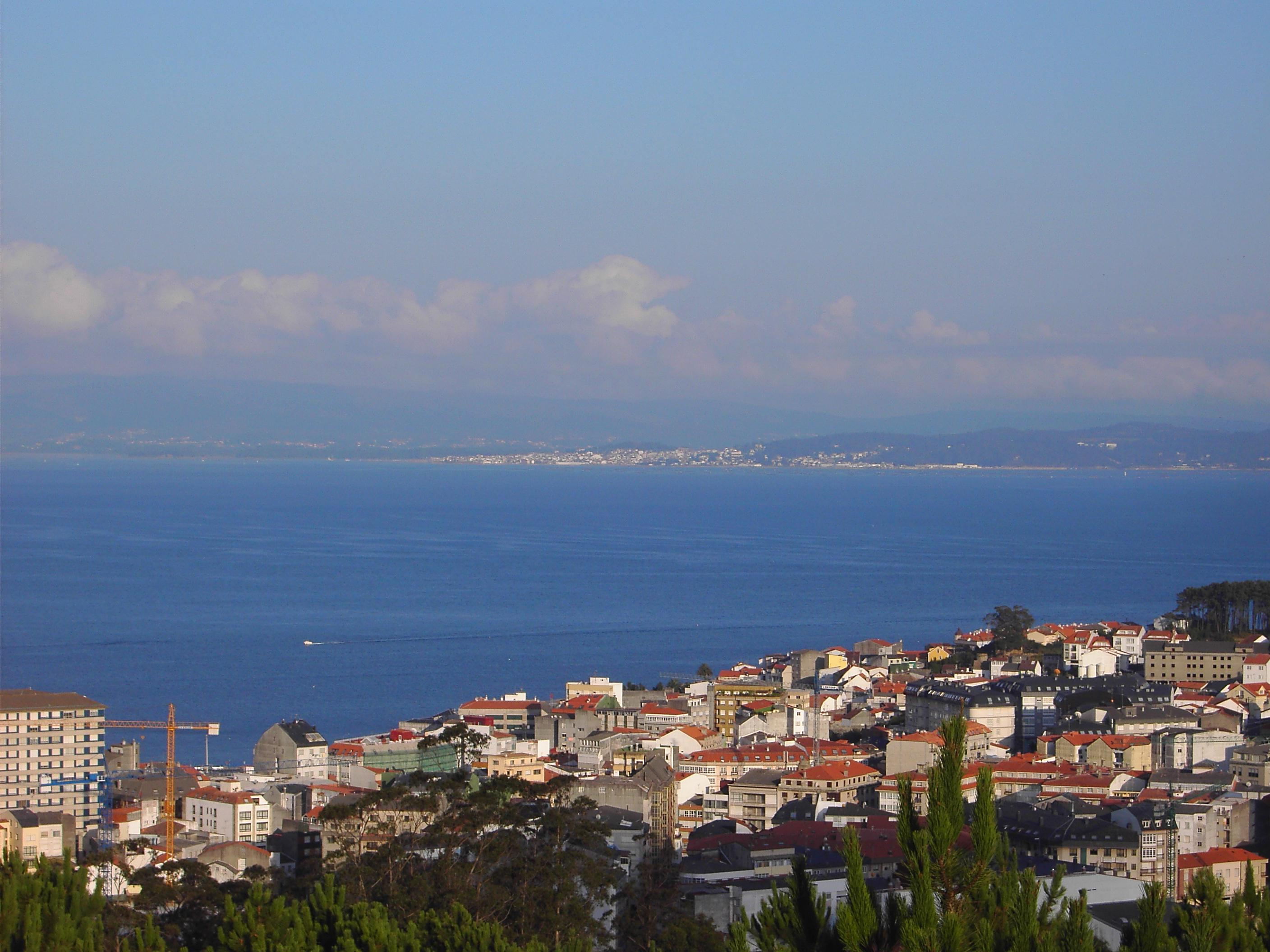
Vista de Ribeira des de San Roque (mont periurbà)
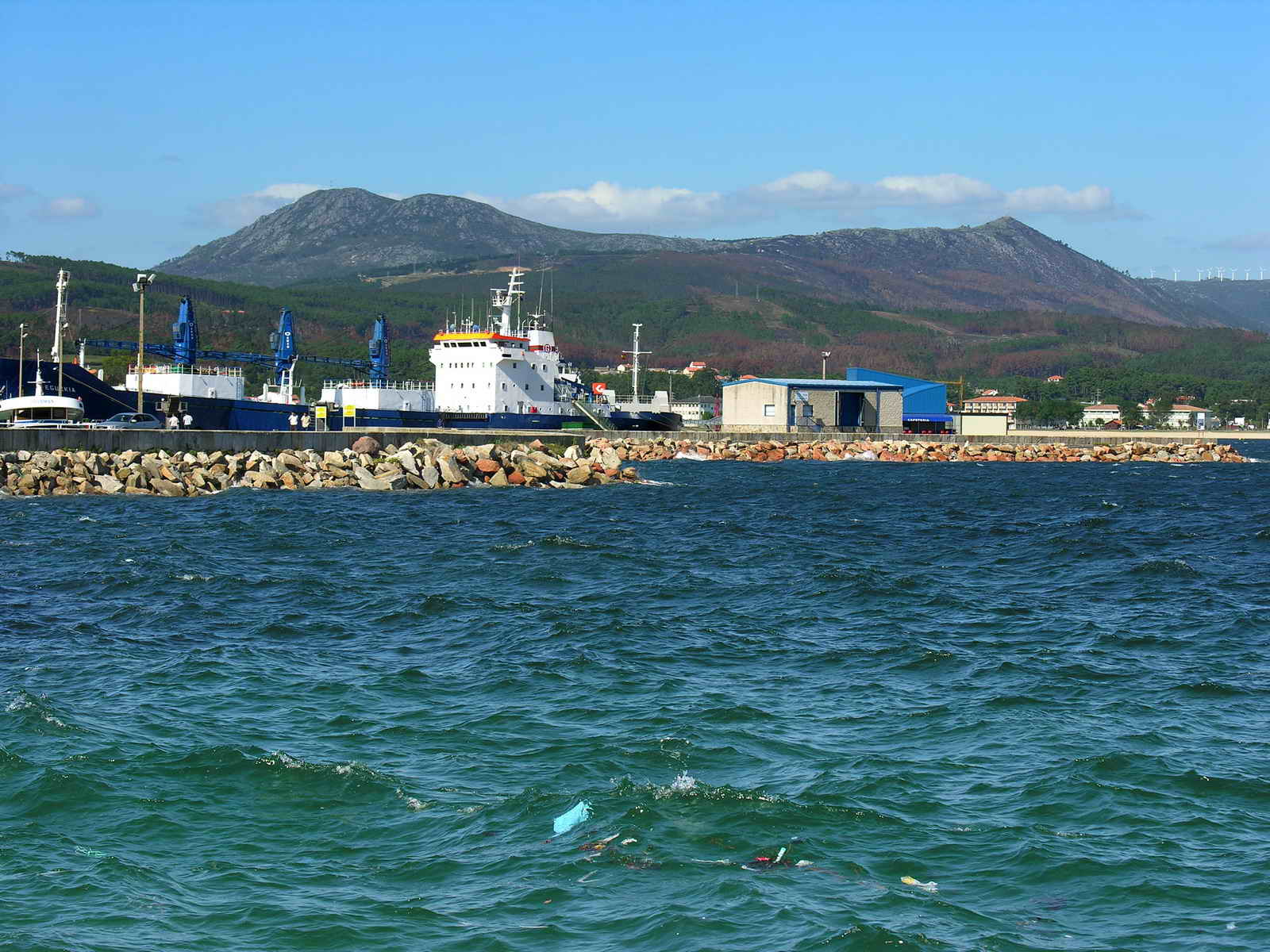
Serra d'O Barbanza des de Ribeira
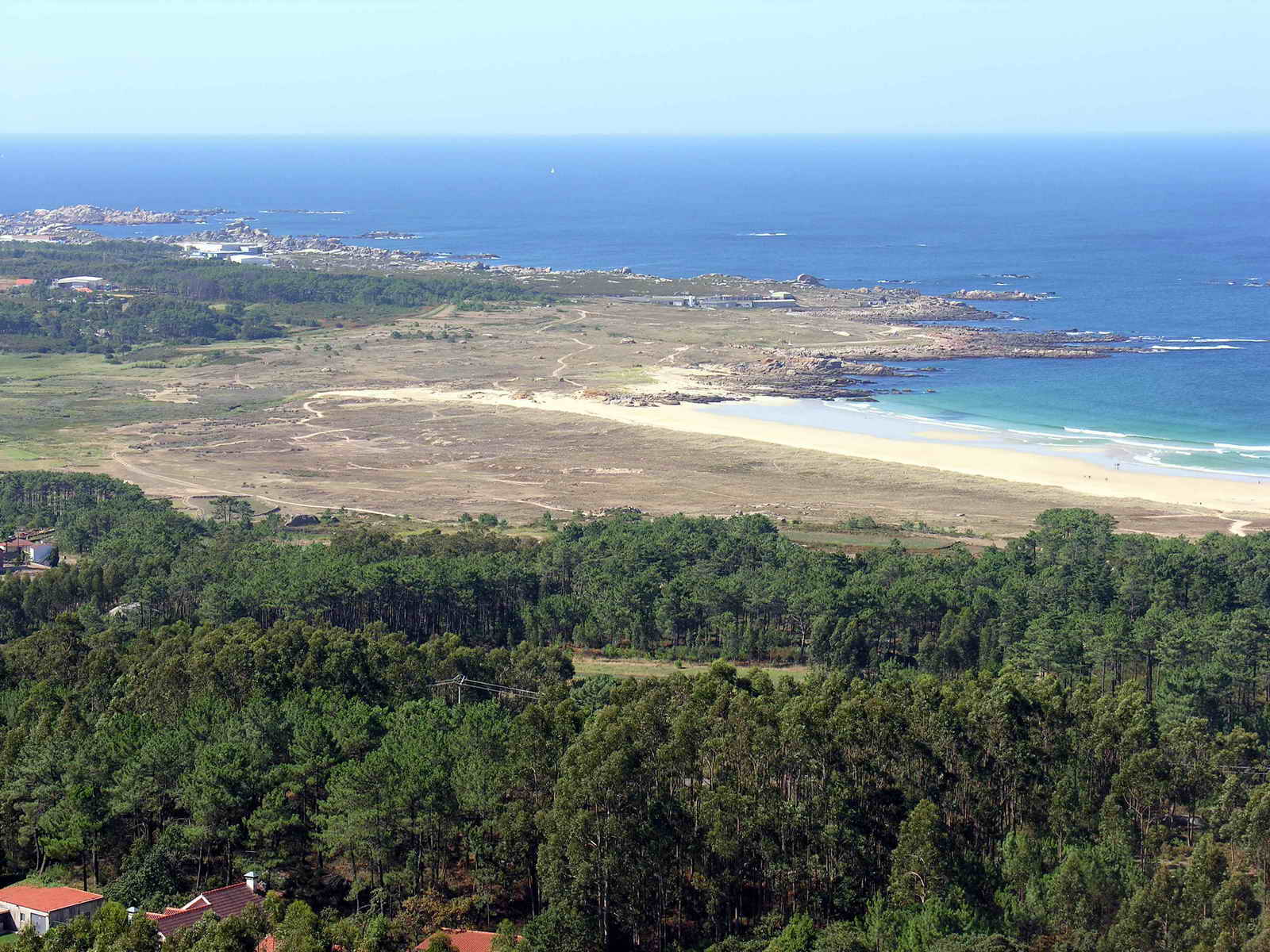
Platja de Vilar a la parròquia de Carreira
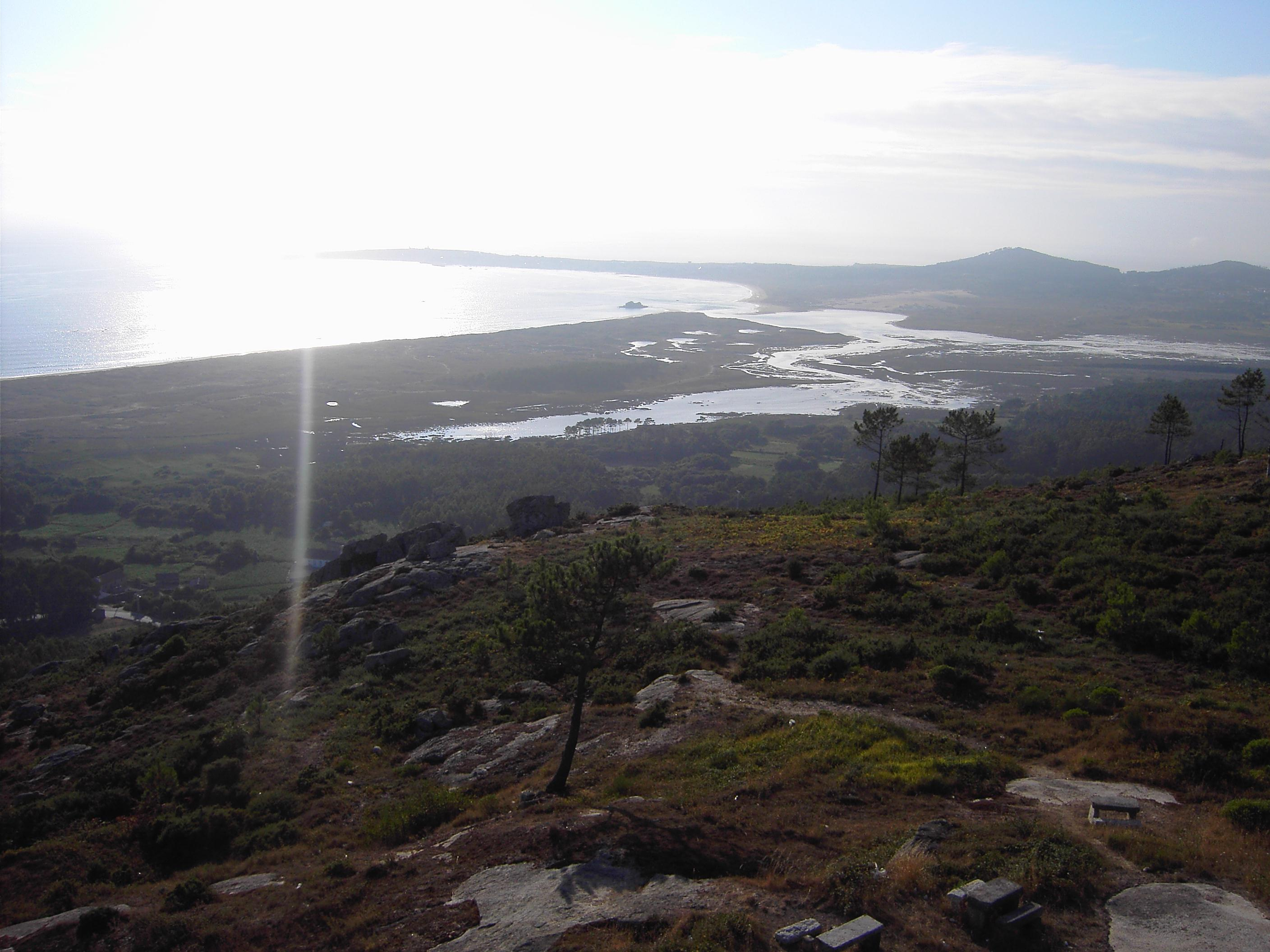
Vista del Parc natural de Corrubedo